# ادی تاوارس
ادی تاوارس (انگلیسی: Edy Tavares؛ زادهٔ ۲۲ مارس ۱۹۹۲) بازیکن بسکتبال اهل کیپ ورد است.
از باشگاه‌هایی که در آن بازی کرده‌است می‌توان به آتلانتا هاوکس، باشگاه بسکتبال گرن کاناریا، و آستین توروس اشاره کرد.